# 롤라 네마르크
롤라 네마르크(Lola Naymark, 1987년 4월 5일 ~ )는 프랑스의 배우, 영화 감독이다.

## 작품 목록

### 영화 출연
- 메시어 이브라임 (2003)
- 수 놓는 여인들 (2004, Brodeuses)
- 아미 오브 크라임 (2009)
- 엄마 품 (2009, Dans tes bras)
- Au fil d'Ariane (2014)
- Une histoire de fou (2015)
- 글로리아를 위하여 (2019, Gloria Mundi)

### 영화 연출
- Il était une fois mon prince viendra (2017) - 단편